# إدواردو غوتيريز
إدواردو غوتيريز (بالإسبانية: Eduardo Gutiérrez Valdivia)‏ (17 يناير 1925 ببوليفيا - ) هو كاتب سيناريو ولاعب كرة قدم بوليفي في مركز حراسة المرمى، شارك في كأس أمريكا الجنوبية 1949 وكأس العالم 1950 وكأس أمريكا الجنوبية 1947 وكأس أمريكا الجنوبية 1953. وشارك مع منتخب بوليفيا لكرة القدم.

## وصلات خارجية
- إدواردو غوتيريز على موقع الاتحاد الدولي (مؤرشف)  (الإنجليزية)
- إدواردو غوتيريز على موقع قاعدة بيانات كرة القدم.إي يو (الإنجليزية)
- إدواردو غوتيريز على موقع ناشيونال فوتبول تيمز (الإنجليزية)
- إدواردو غوتيريز على موقع Soccerway.com (الإنجليزية)
- إدواردو غوتيريز على موقع عالم كرة القدم.نت (الإنجليزية)